# Тютюнове дерево
{{#ifeq:0|0|{{#if:|{{#if:Nicotianaglauca|[[]}}|}}}}
Тютюнове дерево, або Тютюн сизий (лат. Nicotiana glauca) – вид рослин родини пасльонові (Solanaceae).
Етимологія: латинський епітет glauca означає «синювато-зелений» за колір його листя.

## Опис
На відміну від більшості інших видів тютюну, N. glauca росте у вигляді невеликого дерева або чагарнику, які можуть досягати висоти до 6 м. Синьо-зелені, шкірясті, овальні листки на довгих черешках 3–12 см, від 5 до 25 см завдовжки; основа листка усікається у формі серця, верхівка тупа або загострена. Суцвіття — багатоквіткові пухкі волоті. Трубчасті квітки жовті. Плоди — еліптичні, від 0.7 до 1.5 см капсули, в яких знаходиться кілька сотень коричневого насіння розміром приблизно 0.5 мм.

## Поширення
Рідні країни зростання: Аргентина, Болівія. Натуралізований: Південна Америка (Бразилія, Чилі; Парагвай; Уругвай; Еквадор; Перу), Північна Америка (Мексика; Сполучені Штати), Австралазія (Австралія; Нова Зеландія), Західна Азія (Єгипет — Синай; Ізраїль; Ліван; Туреччина), Африка (Кабо-Верде; Еритрея; Ефіопія; Алжир; Єгипет; Марокко; Туніс; Мозамбік; Замбія; Зімбабве; Ботсвана; Лесото; Намібія; Південна Африка), Європа (Греція; Італія; Франція; Португалія [вкл. Мадейра]; Гібралтар; Іспанія [вкл. Канарські острови]). Вид широко натуралізований на схилах, залізничних насипах, набережних, річкових терасах, переважно на піщаних або кам'янистих ґрунтах. У рідному діапазоні поширення росте до висот 3700 метрів. У багатьох містах і містечках північної і центральної частини Аргентини, росте на стінах будівель та пустищах.

## Використання
Використовується в медицині й ритуалах. Свіже листя прикладають зовнішньо при лікуванні головного болю, для припарок при ревматичних болях, ранах і виразках, геморої тощо. Вид не містять значних кількостей нікотину, але містить анабазин, пов'язаний алкалоїд, тому вивчається як потенційні ліки від нікотинової залежності. N. glauca також використовується як енергетична культура для виробництва біопалива. Вид є надзвичайно токсичним і описано десятки випадків смерті від випадкового проковтування. Вид дуже токсичний для домашніх тварин.

## Галерея

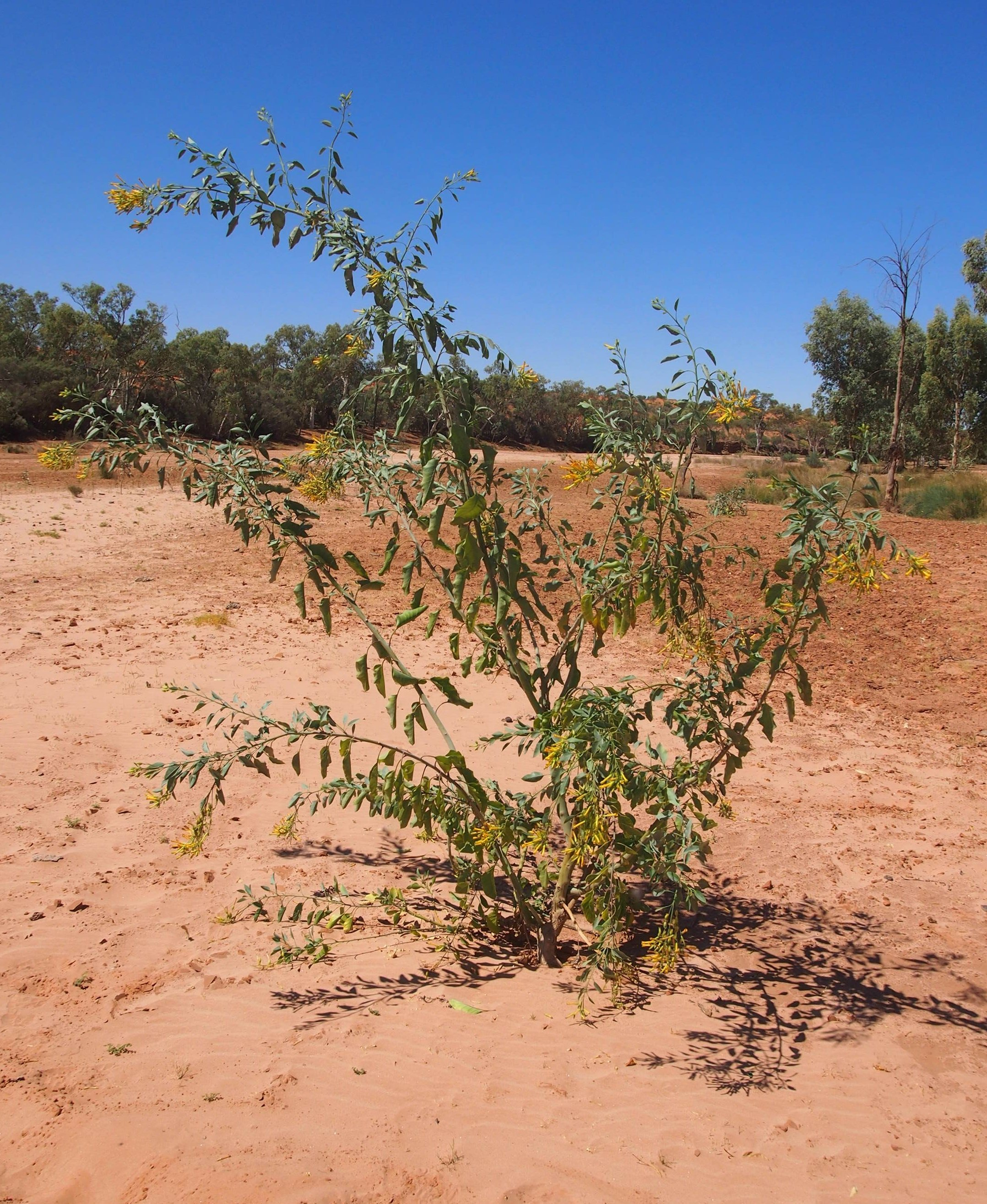
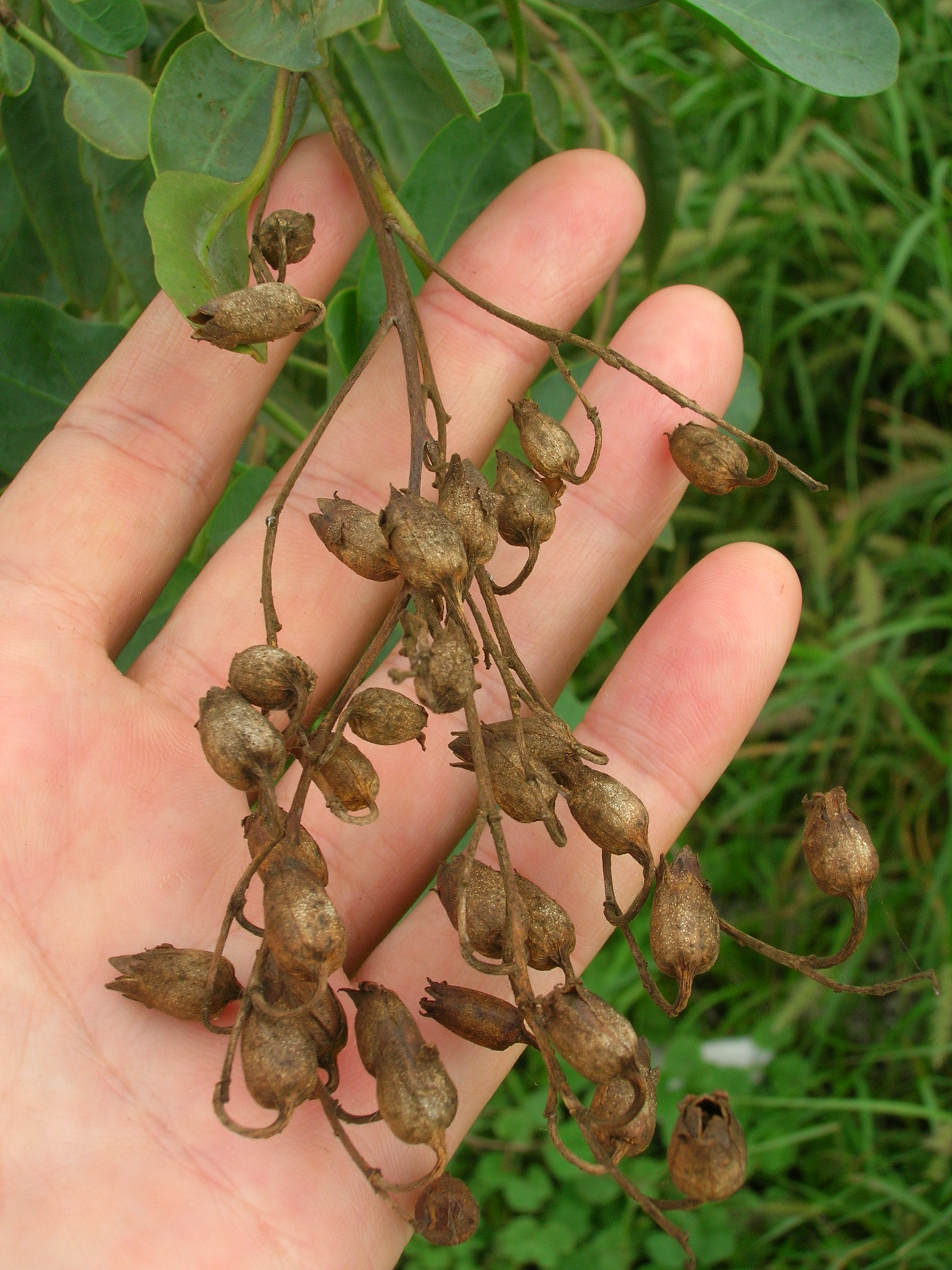
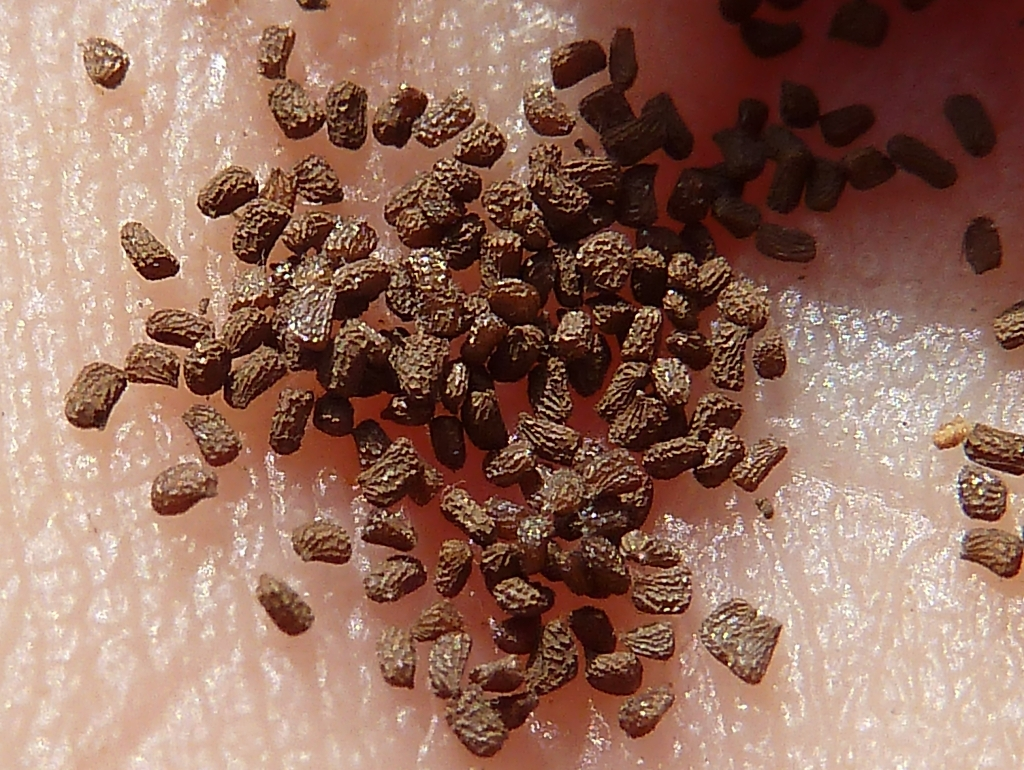
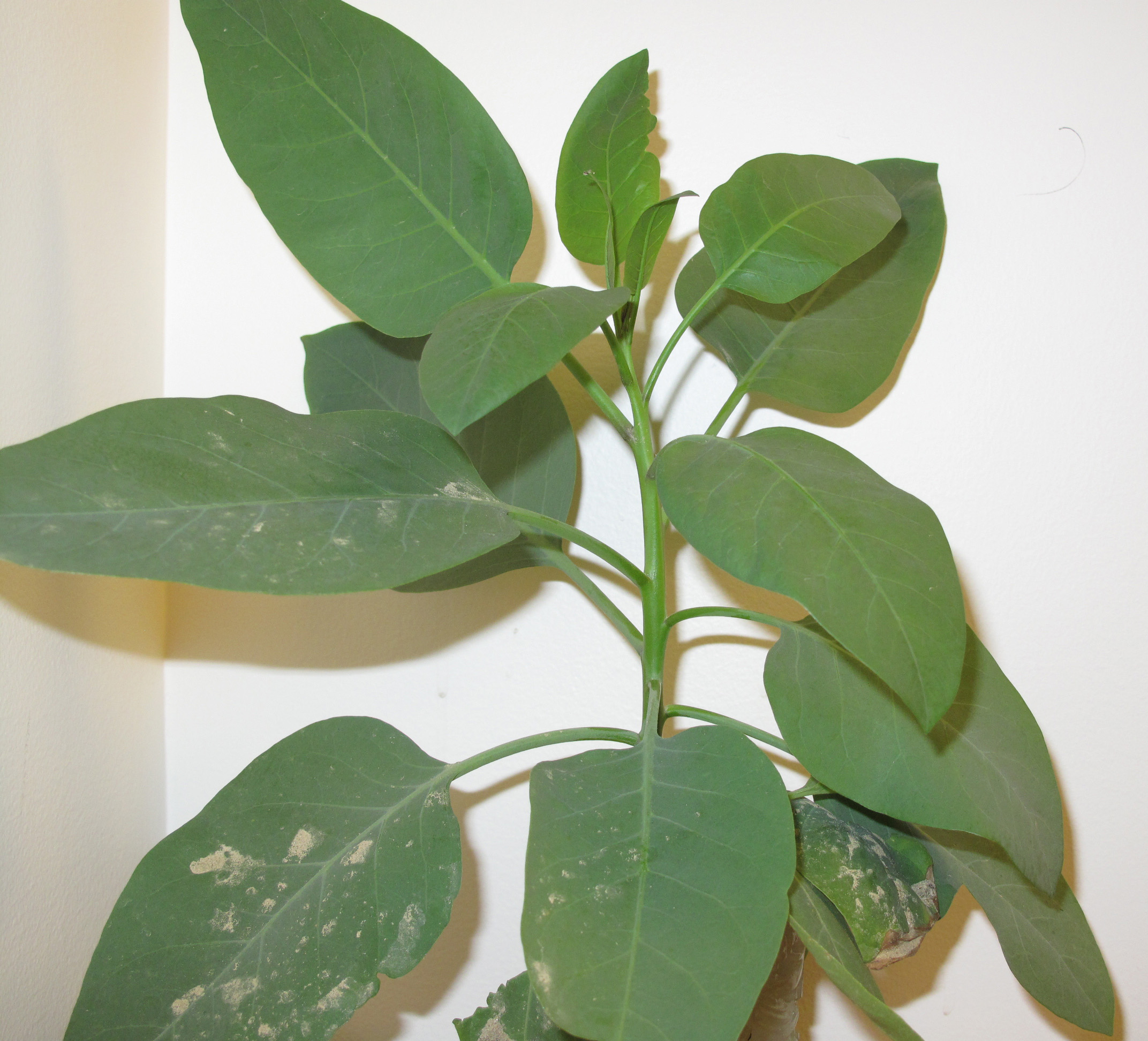
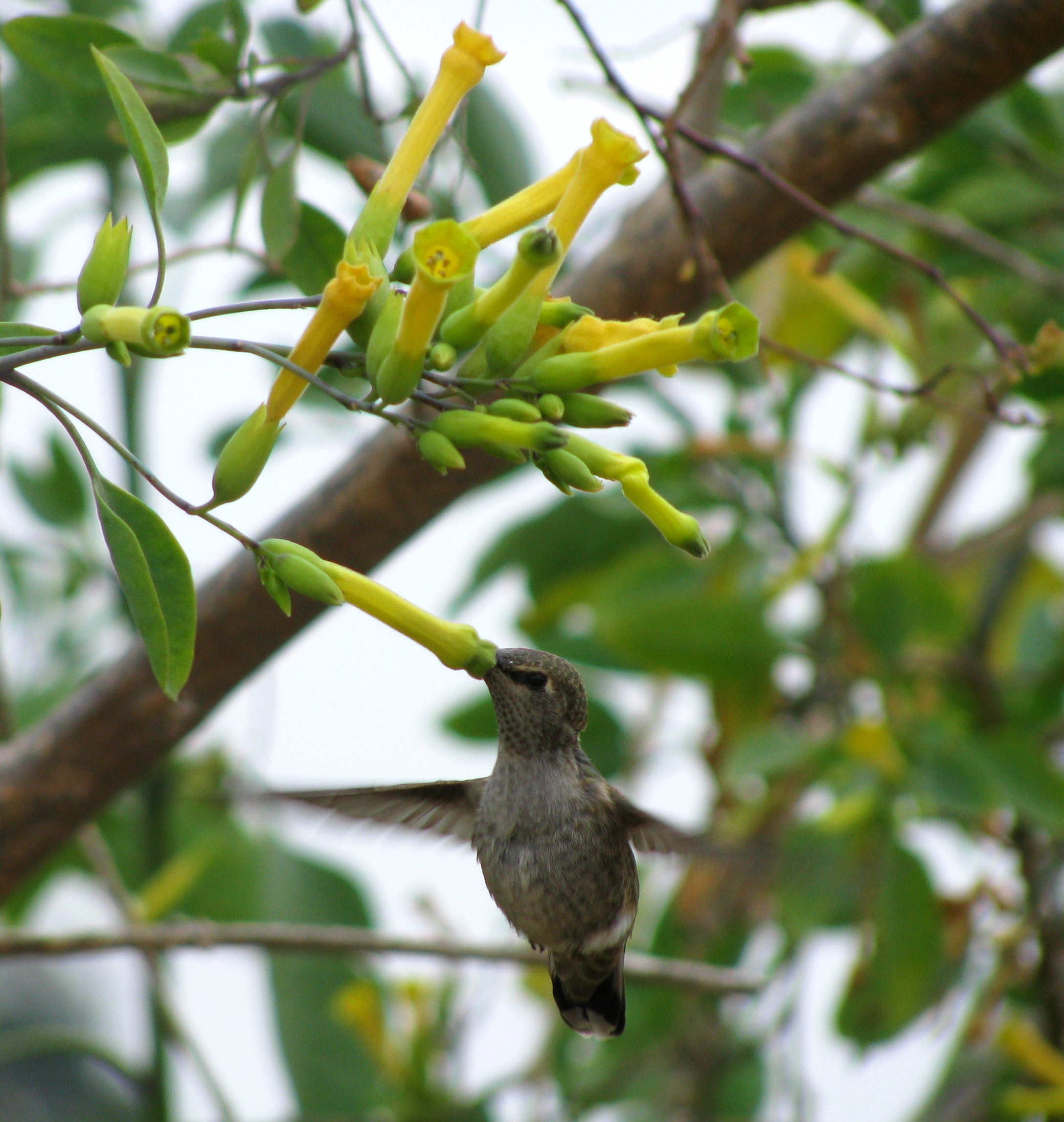